# Rhinomorinia sarcophagina
Rhinomorinia sarcophagina är en tvåvingeart som först beskrevs av Ignaz Rudolph Schiner 1861.  Rhinomorinia sarcophagina ingår i släktet Rhinomorinia och familjen gråsuggeflugor. Inga underarter finns listade i Catalogue of Life.